# Pablo Calandria
Pablo Ignacio Calandria (* 15. März 1982 in Ituzaingó) ist ein ehemaliger argentinischer Fußballspieler, der auch die italienische und chilenische Staatsangehörigkeit besitzt. Der Stürmer wurde mit dem CD O’Higgins 2013 chilenischer Meister.

## Karriere

### Verein
Pablo Calandria, auch Cracklandia genannt, debütierte 1999 bereits im Alter von 16 Jahren für den CA Huracán. Nach nur sechs Ligaspielen beim argentinischen Klub wagte der Offensivspieler den Schritt nach Europa und unterschrieb bei Olympique Marseille einen Vertrag. Inklusive seiner Leihstationen beim RC Lens und beim FC Málaga erzielte er nur drei Tore in über drei Jahren. Danach wechselte er in die Segunda División, wo er für die vier Klubs CD Leganés, Sporting Gijón, Hércules Alicante und Albacete Balompié auflief. 2008 kehrte der Argentinier, der zudem den italienischen Pass besitzt, in sein Geburtsland zurück und lief für Gimnasia y Esgrima de Jujuy auf. Nach dem Abstieg des Klubs blieb Cracklandia in der Primera División und wechselte zu Atlético Tucumán, für den er bei seinem Debüt ausgerechnet gegen seinen Jugendklub Huracán einen Treffer erzielte.
2010 wechselte Calandria nach Chile und sollte dort auch bis zu seinem Karriereende bleiben. Seine erste Stationen im Andenstaat waren der CD Santiago Morning. Danach spielte der Stürmer für den CD Universidad Católica, mit dem er 2011 die Copa Chile gewann, und die CD Santiago Wanderers. Seine erfolgreichste Zeit erlebte er aber ab 2013 beim CD O’Higgins. Mit dem Klub aus Rancagua gewann er die Meisterschaft der Apertura 2013/14 und spielte in der Copa Libertadores 2014, bei der der Klub aber knapp in der Gruppenphase ausschied. Im Mai 2014 gewann er mit den Himmelblauen die Supercopa de Chile gegen Pokalsieger Deportes Iquique, musste allerdings mit einem Kreuzbandriss frühzeitig ausgewechselt werden und fiel für sechs Monate aus. Im Januar 2015 stand er im Spiel gegen Unión La Calera erstmals wieder auf dem Platz. 2018 beendete Calandria seine Karriere bei O’Higgins und gehört zu den besten Torjägern des Klubs.

### Nationalmannschaft
Pablo Calandria spielte für Argentinien in der U-17-Nationalmannschaft und der U-20-Nationalmannschaft.

## Erfolge
Universidad Católica
- Copa Chile: 2011

O’Higgins
- Primera División: 2013/14-A
- Supercopa de Chile: 2014